# Травневое (Одесская область)
Травневое (укр. Травневе) — село, относится к Березовскому району Одесской области Украины.
Население по переписи 2001 года составляло 278 человек. Почтовый индекс — 67340. Телефонный код — 4856. Занимает площадь 0,621 км². Код КОАТУУ — 5121285605.

## История
В 1945 г. Указом ПВС УССР хутор Траутмана переименован в Травневый.

## Местный совет
67340, Одесская обл., Березовский р-н, с. Червоноармейское, ул. Советская, 57